# Artocarpus hypargyreus
Artocarpus hypargyreus är en mullbärsväxtart som beskrevs av Henry Fletcher Hance och George Bentham. Artocarpus hypargyreus ingår i släktet Artocarpus och familjen mullbärsväxter. Inga underarter finns listade i Catalogue of Life.